# Giovanni Bovio
Giovanni Bovio (ur. 6 lutego 1837 w Trani, zm. 15 kwietnia 1903 w Neapolu), prawnik, filozof i polityk włoski.
Profesor prawa publicznego w Neapolu, deputowany od 1873 roku był przywódcą stronnictwa republikańskiego.